# Nicolas de Soules

Armes de Soules ; « Barré de six d'argent et de gueules.

Nicolas ou Nicholas II de Soules (mort vers 1296), seigneur de Liddesdale et bouteiller d'Écosse, est un noble de la région des Scottish Borders ayant servi à la fin du XIIIe siècle.

## Biographie
Nicolas est le fils de William Ier de Soules (mort vers novembre 1293), justicier du Lothian et bouteiller royal héréditaire, et d'Ermengarde, fille d'Alan Durward et de Marjorie d'Écosse. Il est le frère ainé de John de Soules († avant 1310),  administrateur et Gardien de l'Écosse pour le compte du roi Jean d'Écosse de 1301 à 1304. Il succède à son père dans ses domaines et titres après sa mort.
À la suite de la mort de le reine Marguerite de Norvège en 1290, Nicolas devient l'un des  prétendants à la couronne lors de la crise de succession écossaise, détenant ses droits de sa grand-mère Marjorie d'Écosse, une fille illégitime du roi Alexandre II d'Écosse. Il rallie toutefois la cause de Jean Balliol, qui est proclamé roi d'Écosse le 17 novembre 1292. À la suite de la conquête de l'Écosse par le roi Édouard Ier d'Angletrre, Nicolas rend finalement l'hommage dès le 17 juillet 1296 à Elgin et le renouvelle le 28 août suivant à Berwick-upon-Tweed.

## Famille et postérité
Nicholas épouse Margaret Comyn, fille d'Alexander Comyn, comte de Buchan, et d'Elizabeth de Quincy. Ils ont au moins deux fils :
- William (mort en 1321)
- John (mort vers 1310).  Shérif de Berwick-upon-Tweed, il épouse Margaret, veuve de Hugh de Perisby et fille de Merleswain, Lord d'Ardross.

## Sources
- Balfour Paul, Vol. I